# Isabelle Pasco
Isabelle Pasco (¿n. Perpiñán ?, 25 de abril de 1966) es una actriz y modelo francesa.

## Biografía
Comenzó su carrera profesional como modelo de la agencia Femmes de París, y en los años 80 apareció en las revistas francesas Lui y Playboy y en la italiana Playmen. A partir de 1984 se dedicó a la interpretación y ha destacado por los papeles de la domadora Roselyne en Roselyne et les Lions de Jean-Jacques Beineix (1989) y, en 2009, en la película de Mohammad Mehdi Asgarpour 7:05 sobre la vida cotidiana de las iraníes exiliadas en París. También ha actuado en producciones teatrales.
En 1995 se casó con el actor Tchéky Karyo, con quien tuvo dos hijos; posteriormente, se divorciaron.

## Filmografía
Sus películas más destacadas son:
| - 2017 - Chacun sa vie et son intime conviction - 2006 - Intimità - 2003 - Drôle de genre (TV) - 2003 - Clandestino - 2002 - Ali G anda suelto - 2001 - Una lunga lunga lunga notte d'amore - 2001 - The Invisible Circus - 2000 - Dancing at the Blue Iguana - 1999 - In punta di cuore (1999) (TV) - 1998 - La course de l'escargot (TV) - 1997 - Les couleurs du diable - 1996 - Festival | - 1996 - Sous-sol - 1996 - Dentro il cuore - 1995 - Colpo di luna - 1993 - Les Audacieux (TV) - 1993 - Charlemagne, le prince à cheval (TV miniseries) - 1993 - Rhésus Roméo (TV) - 1993 - La famiglia Ricordi (TV miniseries) - 1992 - Undine - 1992 - Céline - 1992 - À quoi tu penses-tu? - 1992 - Le droit à l'oubli (TV) | - 1992 - Sabato italiano - 1992 - Urgence d'aimer (TV) - 1991 - Prospero's Books - 1989 - Roselyne et les lions - 1988 - it (TV miniseries) - 1988 - Qualcuno in ascolto - 1986 - The Malady of Love - 1986 - Sauve-toi, Lola - 1985 - Hors-la-loi - 1984 - Ave Maria |

## Teatro
- 1994 Sud de Julien Green, bajo la dirección de Pascal Luneau
- 2002-2003 Don Juan de Molière, dirigida por Jean Martinez, en el Teatro Mouffetard y gira por Francia, Suiza y Bélgica
- 2006 Orange Mecanique, adaptación de la película La naranja mecánica de Stanley Kubrick, dirigida por Thierry Harcourt, en el "Cirque d'Hiver"